# Maudheimia tanngardenensis
Maudheimia tanngardenensis är en kvalsterart som beskrevs av Coetzee 1997. Maudheimia tanngardenensis ingår i släktet Maudheimia och familjen Maudheimiidae. Inga underarter finns listade i Catalogue of Life.